# Oligomenthus argentinus
Oligomenthus argentinus är en spindeldjursart som beskrevs av Beier 1962. Oligomenthus argentinus ingår i släktet Oligomenthus och familjen Menthidae. Inga underarter finns listade i Catalogue of Life.